# 10627 Окунінусі
10627 Окунінусі (10627 Ookuninushi) — астероїд головного поясу, відкритий 19 січня 1998 року.
Тіссеранів параметр щодо Юпітера — 3,216.
Названо на честь Окунінусі (яп. おおくにぬし(大国主命) о:кунінусі)